# 金山斷層

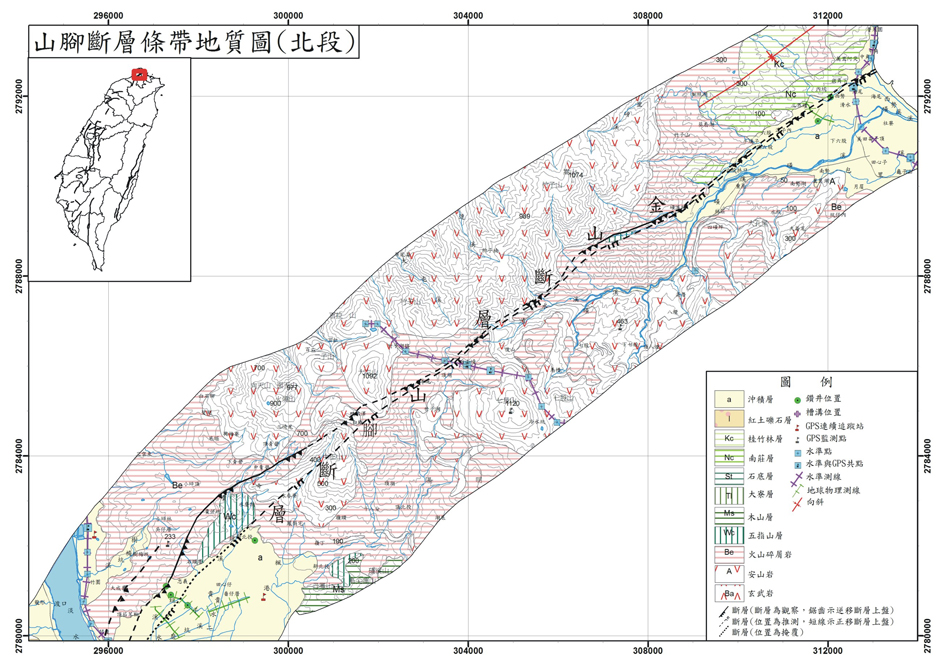
山腳斷層條帶地質圖（北段）。圖中可見金山斷層

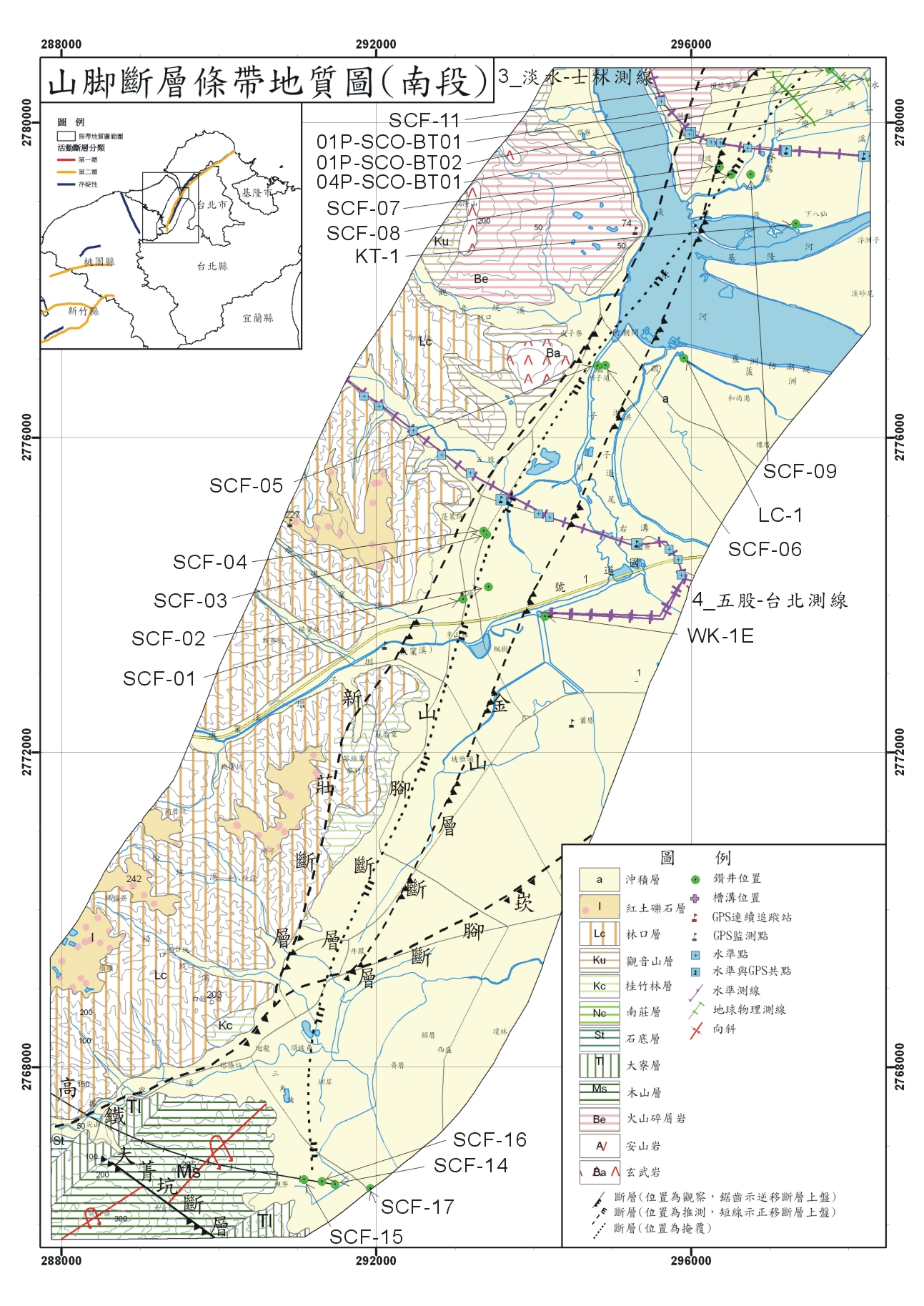
山腳斷層條帶地質圖（南段）。圖中可見金山斷層

金山斷層為逆移斷層，由金山區向西南穿越大屯火山群，經臺北盆地北側關渡自然公園西北角，延伸至龜山塔寮坑，原列為存疑性活動斷層，初次活動可能在上新世晚期，大屯火山群噴發之前，且山腳斷層開始正移斷層作用之後，金山斷層可能未再有活動跡象。
根據鑽探結果研判，在臺北盆地關渡以南地區，金山斷層可能位於山腳斷層的上盤；在關渡以北，斷層位於山腳斷層下盤，兩斷層位置相當接近，這一點值得注意。

## 地質
金山斷層被磺溪深厚的沖積層所覆蓋，地表已無任何斷層地形表徵。金山斷層於北投與金山之間的區域，因大屯山火山岩覆蓋的斷層，岩盤錯動難以辨認，斷層帶位置仍存爭議。

### 斷層帶上盤
- 沖積層 : 磺溪沖積形成之金山三角洲，由安山岩石礫與沙泥組成。
- 五指山層 : 露頭分布在磺溪上游與北投貴子坑。

### 斷層帶下盤
- 桂竹林層 : 五指山層之白砂岩塊，不整合殘留在桂竹林層上，此被視為斷層帶的上下盤界線[4]。
- 南莊層 : 為白砂岩與砂頁岩，夾有薄煤層，露出於金山三角洲平原西北側。

## 影響
金山地形為構造陷落所造成，目前鑽探資料尚不足確認陷落範圍，及地形構成與山腳斷層及金山斷層之間的關聯。目前中央地質調查所，已將金山斷層從「台灣北部的活動斷層」暫時除名。

## 外部連結
- 一看就懂台灣地理;黃美傳;遠足文化; 2011/05/12 [民 100]
- 金山斷層